# Vichuquén
Vichuquén es una comuna costera de la provincia de Curicó, que está ubicada en la Región del Maule en la zona central de Chile.
Vichuquén se ubica en el extremo noroeste de la provincia, abarcando la zona occidental de la Cordillera de la Costa y las planicies costeras. Destaca por la gran cantidad de bosque nativo y plantado. Asimismo, alberga en su territorio los lagos Vichuquén, Torca y Dulce, usados para la navegación recreativa. Además, aloja la Reserva Forestal Laguna Torca, que comprende un sector boscoso y frondoso y el lago del mismo nombre, donde se pueden ver especies animales autóctonas como cisnes, garzas, patos, entre otros.
Integra junto con las comunas de Curicó, Molina, Romeral, Sagrada Familia, Hualañé, Licantén, Teno y Rauco el distrito electoral N.º 36 y pertenece a la 10.ª circunscripción senatorial (Maule Norte).

## Toponimia
No hay un significado oficial de su nombre, ya que hay diferentes versiones acerca de este que vienen de diferentes lenguas. Una dice que Vichuquén debe su nombre a la castellanización de las palabras quechua “huichai” y “kenku”, cuyo significado es “ascender tortuoso” o "lugar de difícil llegar", nombre dado por los Incas cuando se establecieron a mediados del siglo XV. Otra acepción del nombre de Vichuquén es la que proviene de la voz mapuche “huichu" y "ken", que significa “lugar aislado”. Otro significado sería "serpiente de mar", o "lago de las serpientes", derivado de filu (serpiente) y lafquén (mar). Por último, se menciona otra versión, que dice que proviene del apellido "vilu", común de la zona, y "lafken", que significa lago, es decir "lago donde viven los Vilu". Los Vilu tuvieron una destacada participación en la Independencia de Chile.

## Historia
Cuando las tropas de Huayna Cápac treparon los cerros de la costa en busca de yacimientos de oro, a su llegada encontraron un grupo de pacíficos indígenas pescadores recolectores, que cultivaban las fértiles tierras a orillas del lago Vichuquén recorriendo los estrechos valles hasta su desembocadura al océano Pacífico. 
Huayna Cápac gobernó e influenció las tribus locales, estableció un asentamiento de mitimaes, con pobladores traídos de distintos rincones del imperio, que se sumaron a los grupos indígenas dispersos alrededor en el valle surcado por los esteros de las Cardillas y Uraco, que dio origen al poblado de Vichuquén.
El imperio Inca extendió sus dominios hasta esta región, como una de las evidencias de ello, cerca del lago, quedó una muestra de su paso por estas tierras con la llamada Piedra del Sol, una roca tallada por esta cultura en el período precolombino.
En 1585, los españoles se instalan a orillas del río Llico y los lagos Vichuquén y Torca, donde estaban los asentamientos promaucas costinos e incas. La población del territorio por parte de los españoles fue esporádica. Con todo, en 1865 se logra fundar el departamento de Vichuquén cuya capital sería el caserío del mismo nombre. En 1889 se crea la comuna del mismo nombre. En 1975 el área del lago Torca es declarada Reserva Forestal. En 1987 el casco antiguo del pueblo de Vichuquén es declarado Zona Típica por su arquitectura de estilo colonial.

## Medio ambiente

### Geomorfología y componentes abióticos

Trazado simplificado de los ecosistemas y cuerpos de agua presentes en la comuna de Vichuquén.

La comuna de Vichuquén se encuentra emplazada en las unidades geomorfológicas de Farellón costero, Llanos de sedimentación fluvial o aluvional, Planicie marina o fluviomarina y Cordillera de la costa; y presenta según la clasificación climática de Köppen clima mediterráneo de lluvia invernal (Csb). Esta además se halla entre las cuencas hidrográficas de Costeras entre límite de la región del Maule y río Mataquito, Costeras del río Rapel y Estero Nilahue y río Mataquito. Además, la comuna posee diversos cuerpos de agua, entre los que se destacan el lago Vichuquén; y laguna Agua Dulce, laguna Tilicura y laguna Torca.

### Componentes bióticos
Dentro del territorio de la comuna se puede encontrar el siguiente ecosistema:
- Bosque esclerófilo mediterráneo costero donde predominan Lithrea caustica y Azara integrifolia (En peligro crítico)

### Medidas de protección ambiental y conflictos socioambientales
Hasta 2022, la comuna de Vichuquén cuenta con las siguientes zonas que poseen algún nivel de protección ambiental:
- AAVC Pajonales De Tilicura (Iniciativa de Conservación Privada)[15]
- AAVC Palmas De Hualañé (Iniciativa de Conservación Privada)[16]
- Complejo de Humedales Llico-Torca y Vichuquén (Sitios ERB)[17]
- Pajonal de Tilicura (Sitios ERB)[18]
- Reserva Nacional Laguna De Torca (Reserva Nacional)
- Santuario de la Naturaleza Laguna Torca (Santuario de la Naturaleza)[19]
- Trilco (Sitios ERB)[20]

## Demografía
La comuna de Vichuquén abarca una superficie de 425,7 km² y una población de 4916 habitantes (INE 2002), correspondientes a un 0,49 % de la población total de la región y una densidad de 11,55 hab/km². Del total de la población, 2320 son mujeres (4,62 %) y 2596 son hombres (5,17 %). Un 1,64 % (3548 hab.) corresponde a población rural, y un 0,63 % (1368 hab.) corresponde a población urbana.

## Administración

### Municipalidad
La Municipalidad de Vichuquén para el periodo 2024-2028 es dirigida por el alcalde Patricio Andrés Rivera Bravo (Independiente - Candidatura Independiente) y el concejo municipal conformado por los concejales:
- Carlos Muñoz Fuenzalida (Unión Demócrata Independiente)
- Mauricio Véliz Bravo (Ind. - UDI)
- Carolina Andrea Díaz Bravo (Renovación Nacional)
- Juan Pablo Fuenzalida Calquin (Ind. - RN)
- Paulo Arellano Cuevas (Ind. - RN)
- Carolina Tomic López (Ind. - PPD)

### Representación parlamentaria
Vichuquén forma parte de la circunscripción senatorial IX y del distrito electoral 17. Es representada en la Cámara de Diputados del Congreso Nacional por los siguientes diputados:
- Jorge Guzmán Zepeda (Evolución Política)
- Felipe Donoso Castro (Unión Demócrata Independiente)
- Hugo Rey Martínez (Renovación Nacional)
- Alexis Sepúlveda Soto (Partido Radical de Chile)
- Benjamín Moreno Bascur (Partido Republicano de Chile)
- Roberto Celedón Fernández (IND - RD)
- Francisco Pulgar Castillo (IND - Centro Unido)

En el Senado, la representan:
- Paulina Vodanovic Rojas (PS)
- Juan Antonio Coloma Correa (UDI)
- Juan Castro Prieto (IND - RN)
- Ximena Rincón González (PDC)
- Rodrigo Galilea Vial (RN)

## Economía
El pueblo se sustenta principalmente de actividades primarias como la explotación forestal y silvicultura, agricultura, ganadería, entre otras actividades como la alfarería en Greda Blanca, característica de la zona, y el tallado en madera, de gran aprecio por los turistas.
En 2018, la cantidad de empresas registradas en Vichuquén fue de 190. El Índice de Complejidad Económica (ECI) en el mismo año fue de -1,08, mientras que las actividades económicas con mayor índice de Ventaja Comparativa Revelada (RCA) fueron explotación mixta (95,06), transporte de carga por carretera (13,57) y otras actividades de impresión (11,7).

## Lugares de interés

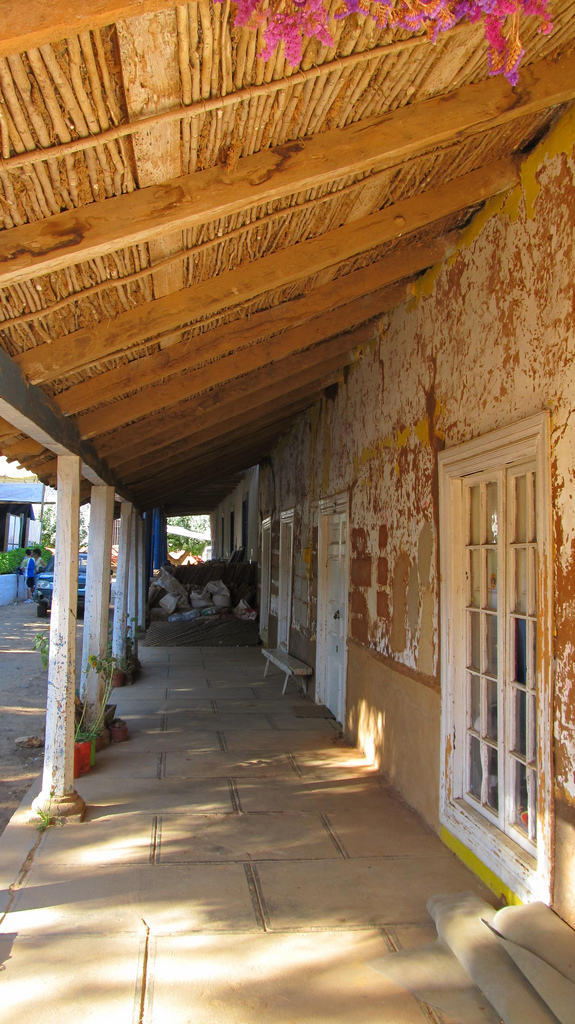
Pasillo de casa en la zona típica de Vichuquén.

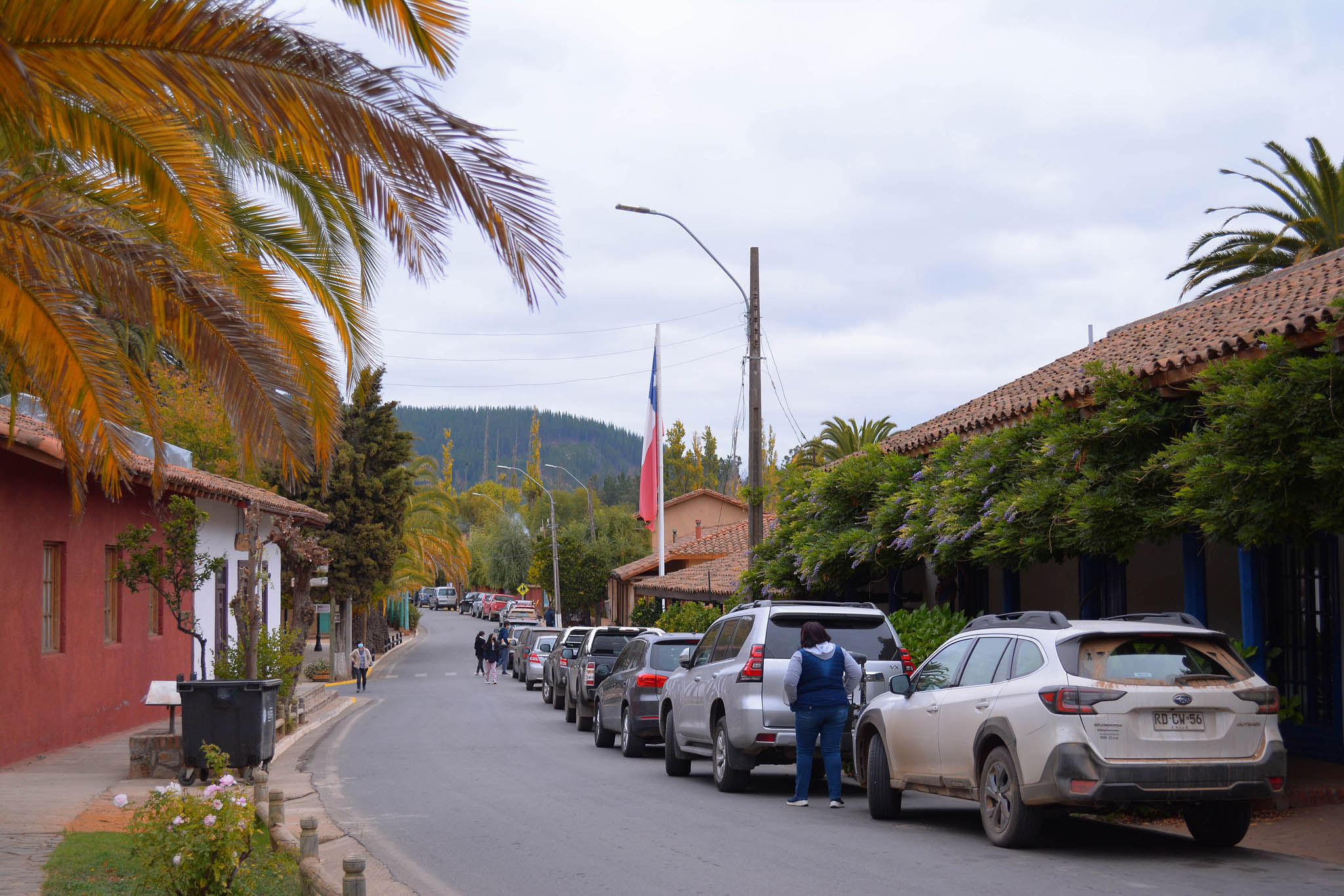
Calle Comercio, Vichuquén 2022

El pueblo posee una imagen urbana bien definida y característica. La arquitectura se distingue por sus construcciones de adobe, casas, inmuebles comerciales y la iglesia, al igual que otras localidades de la zona. Inaugurado en 1991 el Museo Histórico de Vichuquén alberga una colección de piezas arqueológicas relacionadas con el imperio Inca, como muestras de cerámica, utensilios de piedra, provenientes del asentamiento Inca que se estableció en la zona en el siglo XV.
La comuna cuenta además con numerosos atractivos naturales y paisajísticos, entre los cuales destaca el Lago Vichuquén, ubicado a 7 km al sureste del poblado homónimo. Posee 40 km² de superficie, es de aguas cálidas y semi salobres. Cuenta con una infraestructura turística bien desarrollada, que permite la práctica de deportes náuticos, como el velerismo, esquí acuático y también la pesca deportiva. Al norte, a 16 km de Vichuquén, se encuentra la laguna Torca, de poca profundidad y abundante vegetación, forma parte de la Reserva Nacional del mismo nombre, creada para proteger las especies de flora y fauna que allí habitan. Entre las 80 especies de aves que habitan en esta reserva natural, destaca el cisne de cuello negro.
En el borde costero, a 16 km al noroeste de Vichuquén se ubica la caleta Llico. Con grandes olas, es frecuentada por quienes practican surf, windsurf y otros deportes acuáticos. El 27 de febrero de 2010 fue duramente golpeada por un tsunami, luego del terremoto que asoló el centro sur de Chile.

## Medios de comunicación

### Radioemisoras
- 99.3 MHz - Radio Tropical Latina  (señal Curicó)
- 100.3 MHz - Radio Bío-Bío (señal nacional)
- 103.3 MHz - Radio Condell (Señal Curicó)
- 103.9 MHz - El Conquistador FM (señal nacional)
- 90.5  MHz - Radio Las Garzas (señal nacional)

### Televisión
- 2 - Chilevisión
- 2.1 - Chilevisión HD
- 2.2 - UChile TV
- 10 - TVN
- 10.1 - TVN HD
- 10.2 - NTV
- 12 - Canal 13
- 12.1 - Canal 13 HD
- 12.2 - T13 En Vivo